# Mageba kaGumede
Mageba kaGumede (c. 1667 – c. 1745) was een zoon van Gumede kaZulu en koning van de Zoeloes van 1727 tot 1745. Mageba volgde 1727 zijn tweelingbroer Phunga kaGumede op bij zijn dood. Mageba had minstens twee zonen: Ndaba kaMageba, die hem als koning opvolgde, en Mpangazitha kaMageba, waar zowel de Mbatha-clan als de Mageza-clan van afstammen.
Mnguni · Nkosinkulu · Mdlani · Luzumana · Malandela · Ntombela · Zulu · Gumede · Phunga · Mageba · Ndaba · Jama · Senzangakhona · Shaka · Dingane · Mpande · Cetshwayo · Dinuzulu · Solomon · Cyprian · Goodwill · Misuzulu